# Erioptera (Erioptera) himalayae
Erioptera (Erioptera) himalayae is een tweevleugelige uit de familie steltmuggen (Limoniidae). De soort komt voor in het Oriëntaals gebied.